# Nukus
Nukus of Noekoes (Karakalpaks: Nokis; Russisch: Нукус) (betekenis: 9 man; vanuit het Perzisch) is de hoofdstad van de Oezbeekse autonome republiek Karakalpakstan. De stad heeft 312.100 inwoners (schatting 1 januari 2018).
De stad ligt op de rechteroever van de rivier de Amu Darja in de Kyzylkumwoestijn op 1152 kilometer van Tasjkent en is het economische, culturele en politieke middelpunt van het gebied.

## Geschiedenis
Het gebied rond Nukus werd al in vroege tijden bewoond. Meer dan 2000 jaar geleden zou er de stad Shurcha hebben gelegen. Uit archeologisch onderzoek is vastgesteld dat er bewoning heeft plaatsgevonden tussen de 4e eeuw v.Chr. en de 4e eeuw n. Chr.. De stad was toen een belangrijk steunpunt van het koninkrijk Khwarazm (of Xiva).
Nadat de Russen Turkestan veroverd hadden op het kanaat van Khiva, brak een nieuwe tijd aan voor de stad. Het gebied werd door het eerst Russisch-Turkestan genoemd en daarna Turkestaanse ASSR. In 1924 werd dit gebied vervolgens opgesplitst en ontstond op 19 februari 1925 de nieuwe autonome oblast voor de Karakalpaks: de Karakalpakse autonome oblast.
Op 12 november 1930 besloten de Sovjets dat Nukus de nieuwe hoofdstad zou worden van deze entiteit, die toen veranderd werd in de Karakalpakse Autonome Socialistische Sovjetrepubliek. De eerdere hoofdstad Turtkul was namelijk zwaar beschadigd door een vloed.
De stad werd groots opgericht op 1 april 1932 door de Sovjets en moest het symbool worden van de verovering van de woestijn door de Sovjets. De stad kreeg een typische sovjetarchitectuur met grote boulevards en grote modernistische gebouwen. In 1939 werd Nukus daadwerkelijk aangesteld als nieuwe hoofdstad voor de Karakalpakse ASSR.
De stad was relatief welvarend in de Sovjettijd, maar verloor aan belang door de enorme daling van het water van het Aralmeer, als gevolg van grootschalige ingrepen in de waterlopen door de Sovjets voor de katoenirrigatie. Op 224 kilometer ten noorden van de stad ligt Moynaq, waar een scheepskerkhof ligt als overblijfsel van de tijd dat het Aralmeer hier nog aan grensde en er een grote vissershaven was. Moynaq is nu een spookstad. Er zijn echter nog wel vissers in het gebied en er zijn geluiden dat het waterpeil van het Aralmeer de laatste tijd weer bezig is iets te stijgen.
De verslechterende economische omstandigheden die ontstonden door het zich terugtrekken van het Aralmeer, hebben ertoe geleid dat steeds meer mensen naar de stad trokken, waardoor het de snelst groeiende stad van de Oezbeekse SSR was bij de laatste Sovjetvolkstelling van 1989. Ook het lokale klimaat veranderde door het verdwijnen van een groot deel van het Aralmeer. De stad kreeg meer te maken met opwaaiend zand en kent nu een gemiddeld aantal van tien zand- en stofstormen per jaar.

## Economie
De stad is het industriële centrum van de regio. Er bevindt zich vooral lichte industrie, de belangrijkste exportproducten zijn luzerne (grootste Centraal-Aziatische producent), katoen, rijst, graan en jute.

## Bevolking
De bevolking van de stad bestaat voor het grootste gedeelte uit Karakalpakken, Oezbeken en Kazachen. Verder zijn er kleinere minderheden van Russen, Oekraïners, Duitsers en anderen. In de stad wordt meer Russisch gesproken dan in andere steden. Dit komt mede door de geïsoleerdheid van de regio ten opzichte van de rest van Oezbekistan en omdat Russisch als handelstaal een groter doelbereik heeft. De officiële talen zijn echter Oezbeeks en Karakalpaks. Dit valt ook terug te zien in de tweetalige borden die overal in de stad worden toegepast.

## Bezienswaardigheden
De sfeer in de stad is meer Europees dan de andere Oezbeekse steden, die een Aziatische uitstraling hebben. Veel straten in de stad zijn vernoemd naar Karakalpakse helden uit het verleden, zoals de dichter Berdakh.
De belangrijkste bezienswaardigheid is het Savitsky museum. Dit museum heeft een grote collectie Russische avant-gardistische kunst uit de jaren twintig, dertig en veertig van de 20e eeuw. De eigenaar, Igor Savitsky, had gebruikgemaakt van de geïsoleerdheid van de stad om deze – toen door de Sovjets zwaar verboden – kunst te verbergen. Het museum is door deze collectie wereldberoemd geworden.
Hiernaast bevinden zich onder andere een universiteit (Karakalpakse Staatsuniversiteit) en een theater in de stad.
In de buurt van de stad ligt een aantal omvangrijke ruïnes, zoals de dodenstad van Mizdakhan. Deze stad was een belangrijke handelspost, voordat deze werd vernietigd door Timoer Lenk in de 14e eeuw. Binnen deze ruïnes bevinden zich gigantische forten, die "kalas" worden genoemd.

## Transport
De stad heeft een luchthaven voor internationale vluchten en ligt sinds 2002 aan een nieuwe spoorlijn, die de stad verbindt met andere grote steden in het land via de steden Uchkuduk en Navoiy. Deze lijn is aangelegd, omdat de oude spoorlijn over Turkmeens grondgebied liep, een erfenis uit het Sovjettijdperk.